# Tuerta
Tuerta là một chi bướm đêm thuộc họ Noctuidae.

## Các loài
- Tuerta chrysochlora Walker, 1869
- Tuerta cyanopasta Hampson, 1907
- Tuerta pastocyana Berio, 1940